# 天野政景
天野 政景（あまの まさかげ）は、鎌倉時代前期の御家人。長門国守護、和泉守。天野遠景の長男で、母は狩野茂光の娘。

## 経歴
石橋山の戦いに父とともに源氏方で参戦したことが『吾妻鏡』に記されている。以後、父とともに行動していたと見られ、独自の行動として知られる初出は元久2年（1205年）の牧氏事件に際して、北条政子の意向を受けて長沼宗政・結城朝光・三浦義村らとともに将軍源実朝を北条時政の屋敷から義時の屋敷に移す使者を務めている（『吾妻鏡』元久2年閏7月19日条）。承久元年（1219年）に実朝が鶴岡八幡宮で暗殺された際には、供奉者の中に政景の名があり（『吾妻鏡』）、続く三寅の鎌倉下向の際には随兵として名前が見られる（『承久記』）。
承久の乱では、東寺に籠る三浦胤義を攻撃し、次いで嵯峨において山田重忠を攻め滅ぼしている。その一方、子の時景は後鳥羽上皇方について梟首されている。その戦功によって貞応元年（1223年）には、長門国守護に補任され、前後に遠江国山香荘・武蔵国船木田荘由比郷・安芸国志芳荘などを与えられた。なお政景の没後、その息子たちが所領争いを起こしている（『吾妻鏡』宝治2年6月16日条など）が、その際に問題とされた所領の多くは政景の時代に由来する所領であり、後世の天野氏の所領の多くが天野氏の祖である遠景ではなく政景が恩賞として得た土地であったとみられている。
寛喜2年（1230年）2月8日には、和泉守に補任されている。『吾妻鏡』での最後の登場は延応元年（1239年）5月5日条で、仁治3年（1242年）以後は息子・義景が長門国守護として活動していることから延応元年から遠くない時期に死去したとみられている。没後の寛正3年（1245年）11月2日、長男の光景が肥後守に補任された（『平戸記』）ものの、以後惣領として登場するのは、次男の景氏であり、光景が早世して景氏が養子としてその地位を継いだと考えられている。